# 張懋齡
张懋龄（1675年—1725年），字与九、希龄。

## 生平
张鹏翮次子，张懋诚之弟，张懋诚曾孫張問陶，清巴蜀第一大诗人。官至江南淮安府山安河务同知。去世後埋葬在山東曲阜马鞍山（現今曲阜市小雪街道）。他的兩首詩被收錄在孙桐生的《国朝全蜀诗钞》中。

## 家庭
根据四川遂宁张氏族谱、曲阜县志、休宁县志、南汇县志、莱阳县志、《幸鲁盛典》、第一历史档案馆等史料整理。
- 父康熙九年（1670年）庚戌科进士、文华殿大学士张鹏翮。
- 胞兄张懋诚，通政使。其子山東登州知府張勤望。孙雲南開化知府張顧鑒。曾孙乾隆五十五年（1790年）庚戌恩科进士诗人张问陶、诗人張問安。
- 妻孔氏（父衍聖公曲阜孔毓圻；胞姊孔氏，嫁内务府正黄旗汉军、内务府郎中兼佐领丁松，其父总管内务府大臣丁皂保，母高佳氏系镶黄旗满洲大学士高斌胞妹；胞姊孔氏，嫁乾隆元年（1736年）丙辰科进士、大興黃登賢，其女黄氏原配嫁乾隆三十六年(1771)辛卯恩科三甲進士、大興包愫，包愫继妻李氏系正蓝旗汉军、两江总督李奉翰之胞姊）。
- 子：长子一品荫生张勤辅、娶山东莱阳后居曲阜孔氏门下沙氏。其曾祖礼部尚书沙澄（兄弟沙瀛、沙潢）、祖父沙汝洛（山东曲阜孔兴燮女婿、孔毓圻妹夫，沙汝洛遂居于曲阜孔氏家）。次子监生张勤政娶原籍安徽徽州休宁后居江南上海等地程兆麟兄弟程兆彪之女、后娶山东曲阜孔氏孔兴扩和魏氏之女。孔兴扩，孔闻诗元孙，作为孔尚任族兄孔尚恪的孙子过继给孔尚恪亲兄曲阜知县孔尚愉的儿子孔衍滋和颜光敏女儿为嗣。官陕西道程兆麟、刑部主事程兆彪两人曾跟随张鹏翮治理河运多年，程兆麟妻乃钱陈群姨母陈榖。程兆彪程兆麟兄弟和姻亲家张鹏翮、沙潢、沙汝洛、孔毓圻、孔衍溥、孔興認等曾迎接康熙拜访孔庙（见《幸鲁盛典》）、江南南巡，有康熙御赐书画、李煦奏折有提及程兆麟。钱陈群作《程兆彪墓志》有提及诚亲王题赠程兆彪孝友字、程兆彪佐遂宁相国张鹏翮治水。張懋齡两子张勤辅、张勤政此两支后居山东曲阜。孔广棨和曲阜知县孔毓琚（曲阜知县孔興認子）互参时，揭露孔毓琚在承办变卖原大学士张鹏翮在曲阜的入官产业时，张鹏翮之孙张勤辅、张勤政可讯。
- 女：一嫁康熙二十一年状元后官禮部尚書蔡升元之子蔡成龙，蔡升元從父康熙九年张鹏翮同科状元蔡啟僔、從祖明朝禮部尚書蔡奕琛。